# مضبة (البريمي)
مضبة منطقة سكنية تقع في ولاية البريمي، التابعة لمحافظة البريمي في سلطنة عمان. يقدر عدد سكانها بـ 6 نسمة حسب إحصاء عام 2010 التابع للمركز الوطني للإحصاء والمعلومات الحكومي. رمز المنطقة هو 40120380.

## الوصلات الخارجية
- المركز الوطني للإحصاء والمعلومات، سلطنة عمان